# 亨泰
亨泰消費品集團有限公司，簡稱亨泰消費品集團、亨泰消費品，以及亨泰（英語：HENG TAI CONSUMABLES GROUP LIMITED，港交所：0197)是一家香港食品和物理公司。該總部位於香港上環干諾道西88號粵財大廈31樓。

## 历史
於1986年由林國興（主席）和李彩蓮（總裁）創立。該公司於2001年12月3日於港交所主板上市。
而主要業務在國內經營急凍食品貿易、物流服務和農業產品。

## 投資項目
2016年9月，亨泰以2342.8萬港元收購國新證券。

## 連結
- 官方網站 （页面存档备份，存于）